# Orde van de Bevrijding (Vietnam)
De Orde van de Bevrijding is een ridderorde die tijdens de Vietnam Oorlog door de leiding van het Nationale Bevrijdingsfront, de NLF oftewel Viet Cong, de door Noord Vietnam gesteunde guerillabeweging, werd uitgereikt aan personen, eenheden en collectieven die zich verdienstelijk hadden gemaakt door hun voortreffelijke prestatie in de strijd, in de productie, in het bestuur en in het ondersteunen van de door de oorlog verspreid geraakte families.
De orde werd op 9 augustus 1965 ingesteld en kreeg de vorm van een 37 millimeter hoge vijfpuntige ster met zeven stralen tussen ieder van de vijf punten. Op het centrale medaillon is een wapen in socialistische stijl afgebeeld sterk op dat van Noord-Vietnam lijkt maar in plaats van een ster een vlag van de NFL draagt. De inscriptie luidt "GIAI PHONG" (Vietnamees: Bevrijding). De keerzijde is vlak. Men draagt het versiersel aan een rood lint met brede lichtblauwe biesen op de linkerborst. Op het lint zijn twee kleine gouden sterren vastgemaakt.
Late exemplaren van de orde zijn groter en hebben een diameter van 40 millimeter.
De orde van de Bevrijding werd na de val van Zuid-Vietnam vervangen door de Orde van de Bevrijding van de Socialistische Republiek Vietnam. Deze ster is met een diameter van 33 millimeter iets kleiner dan de eerdere exemplaren. De ster draagt nog steeds de vlag van de VietCong in plaats van het wapen van Vietnam.
Het is in uitvoering en decoratiebeleid een typisch voorbeeld van een Socialistische orde. De vroegere onderscheidingen van de Sovjet-Unie hebben als voorbeeld gediend.
Net als veel socialistische orden wordt de Orde van de Bevrijding aan een vijfhoekig gevouwen lint gedragen. De vorm is typisch Russisch en sluit niet aan bij Vietnamese tradities. De eveneens vijfpuntige ster van de Russische orden hebben model gestaan voor hun Vietnamese evenknie.